# Калинино (Энгельсский район)
Кали́нино — посёлок (сельского типа) в Энгельсском районе Саратовской области России. Входит в состав сельского поселения Безымянское муниципальное образование.
Основан как немецкая колония Лизандергей в 1862 году
Население — 146 (2019)

## История
Основана как дочерняя колония Лизандергей в 1862 году (по другим данным в 1864 году) меннонитами. Названа по фамилии главного судьи Саратовской Конторы иностранных поселенцев Ф. С. Лизандера. По ведомости колоний иностранных поселенцев, состоящих в ведении Министерства Государственных Имуществ, колония Лизандерге принадлежала к Малышинскому округу (с 1874 года Малышинская волость) Новоузенского уезда, будучи наделена при основании по 65 десятин на семейство. По сведениям Самарского Губернского Статистического Комитета в колонии в 1910 году насчитывалось 23 двор с числом жителей 139 душ обоего пола. Количество надельной земли составляло удобной — 1690 десятин, неудобной — 14 десятин.
После образования трудовой коммуны (автономной области) немцев Поволжья село Лизандергей административно относилось к Кеппентальскому сельсовету Куккуского кантона. В 1926 году действовали сельсовет, начальная школа. В годы коллективизации организован колхоз «Большевик». В 1930 году открыта МТС, в 1934 году — ремонтная мастерская, действовала опытно-животноводческая станция.
С 1 января 1935 года, после выделения из Куккусского кантона, и до ликвидации АССР НП в 1941 году село Лизандергей относилось к Лизандергейскому кантону АССР НП, административным центром которого являлась станция Безымянная.
В сентябре 1941 года немецкое население было депортировано, село, как и другие населённые пункты Лизандергейского кантона, было передано Саратовской области.
В 1988 году в селе открыта средняя школа.
В 2010 году началось обустройство мечети в доме дореволюционной постройки.

## Физико-географическая характеристика
Село находится в Низком Заволжье, в пределах Сыртовой равнины, относящемся к Восточно-Европейской равнине. Высота центра населённого пункта — 85 метров над уровнем моря. Рельеф местности равнинный. Гидрографическая сеть не развита. Реки и озёра в границах населённого пункта отсутствуют. Почвенный покров сформирован каштановыми и тёмно-каштановыми почвами.
По автомобильным дорогам расстояние до административного центра сельского поселения села Безымянное составляет 33 км, районного центра города Энгельс — 65 км, до областного центра города Саратова — 75 км. Ближайшая железнодорожная станция расположена в селе Безымянном.
Климат
Климат умеренный континентальный (согласно классификации климатов Кёппена — Dfa). Многолетняя норма осадков — 406 мм. Наибольшее количество осадков выпадает в июне — 42 мм, наименьшее в марте — 23 мм. Среднегодовая температура положительная и составляет + 6,8 °С, средняя температура самого холодного месяца января −10,0°С, самого жаркого месяца июля +23,0 °С.
Часовой пояс
Калинино, как и вся Саратовская область, находится в часовой зоне МСК+1. Смещение применяемого времени относительно UTC составляет +4:00.

## Население
Динамика численности населения
| 1889 | 1897 | 1910 | 1914 | 1920 | 1922 | 1926 | 1931 |
| ---- | ---- | ---- | ---- | ---- | ---- | ---- | ---- |
| 90   | 119  | 139  | 146  | 332  | 192  | 293  | 720  |

В 1931 году немцы составляли 96 % населения населённого пункта.
| 2002 | 2010 | 2019 |
| ---- | ---- | ---- |
| 177  | ↘130 | ↗146 |

## Фотогалерея

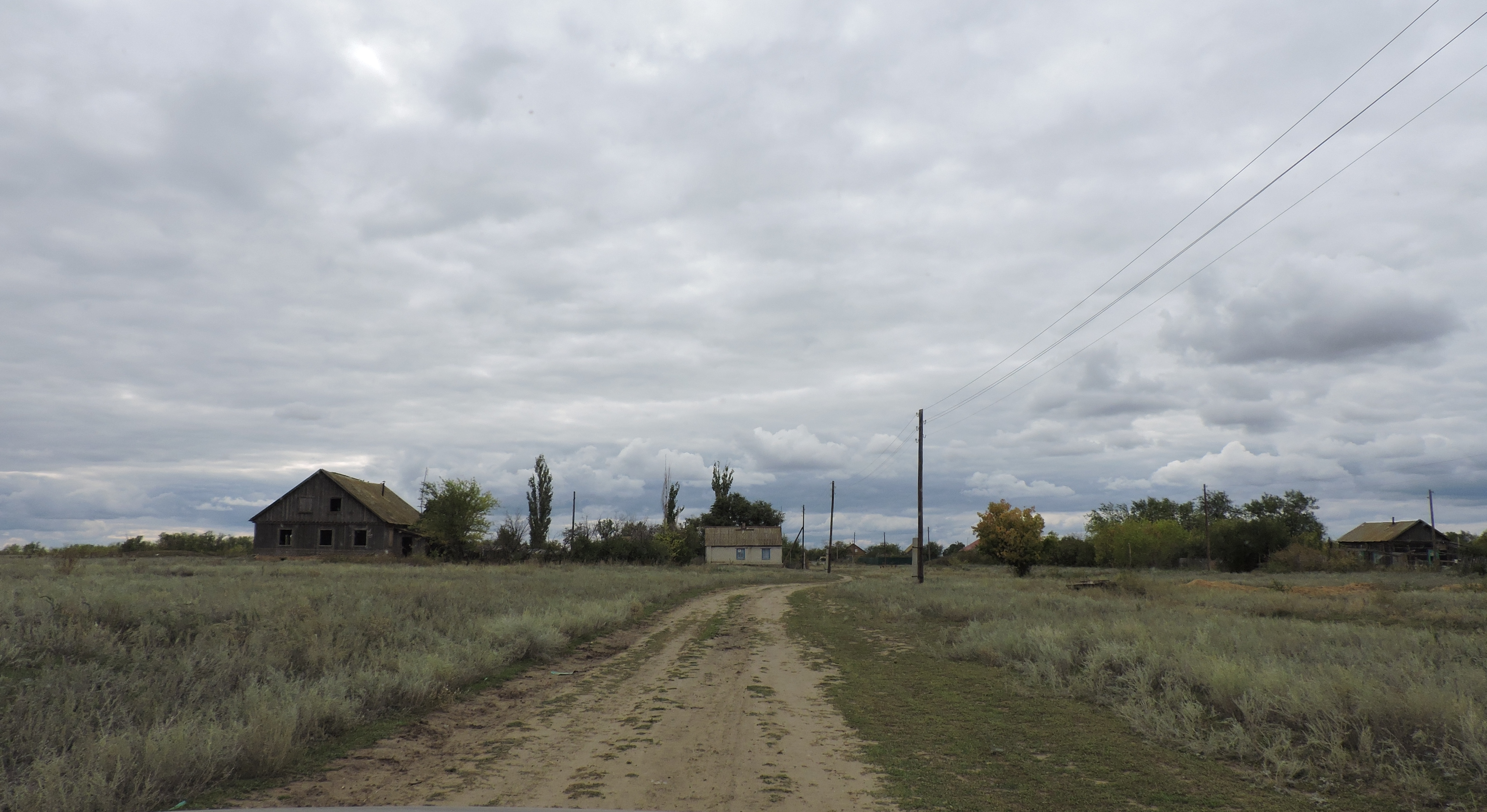
Дорожная улица
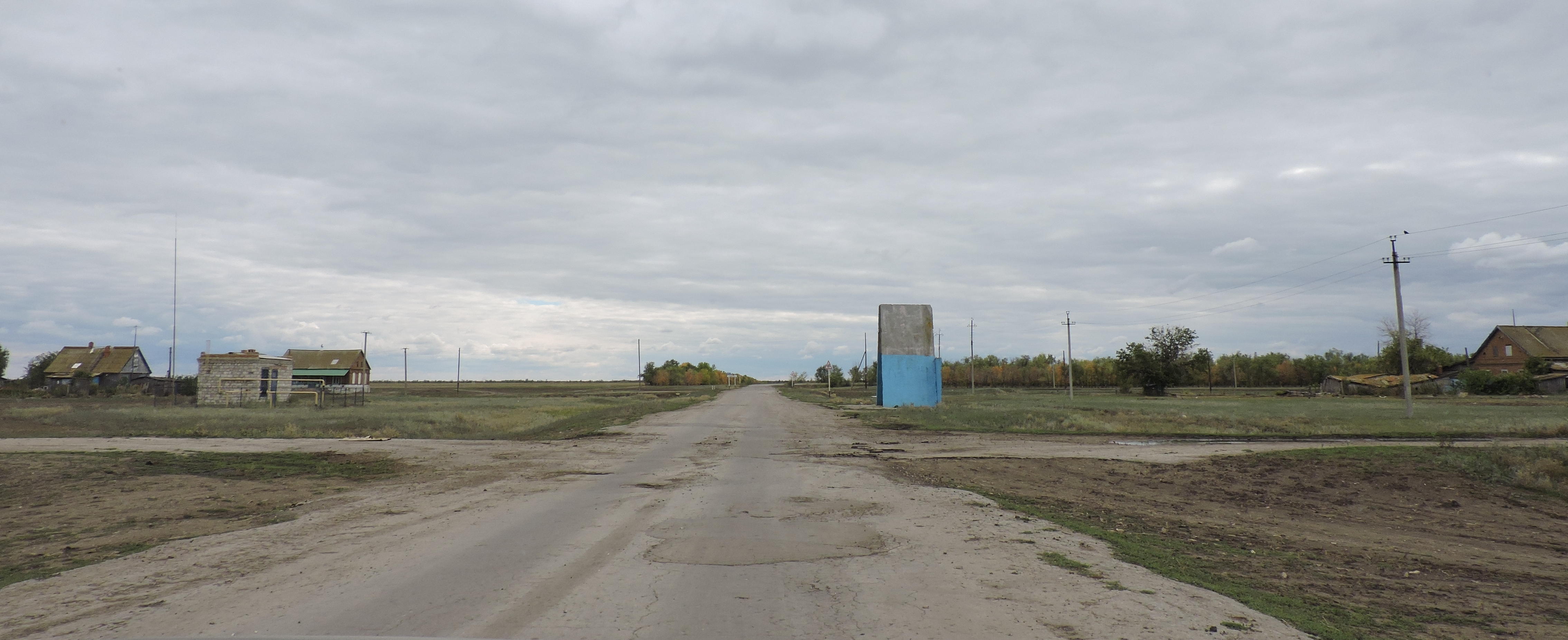
Автобусная остановка «Калинино»
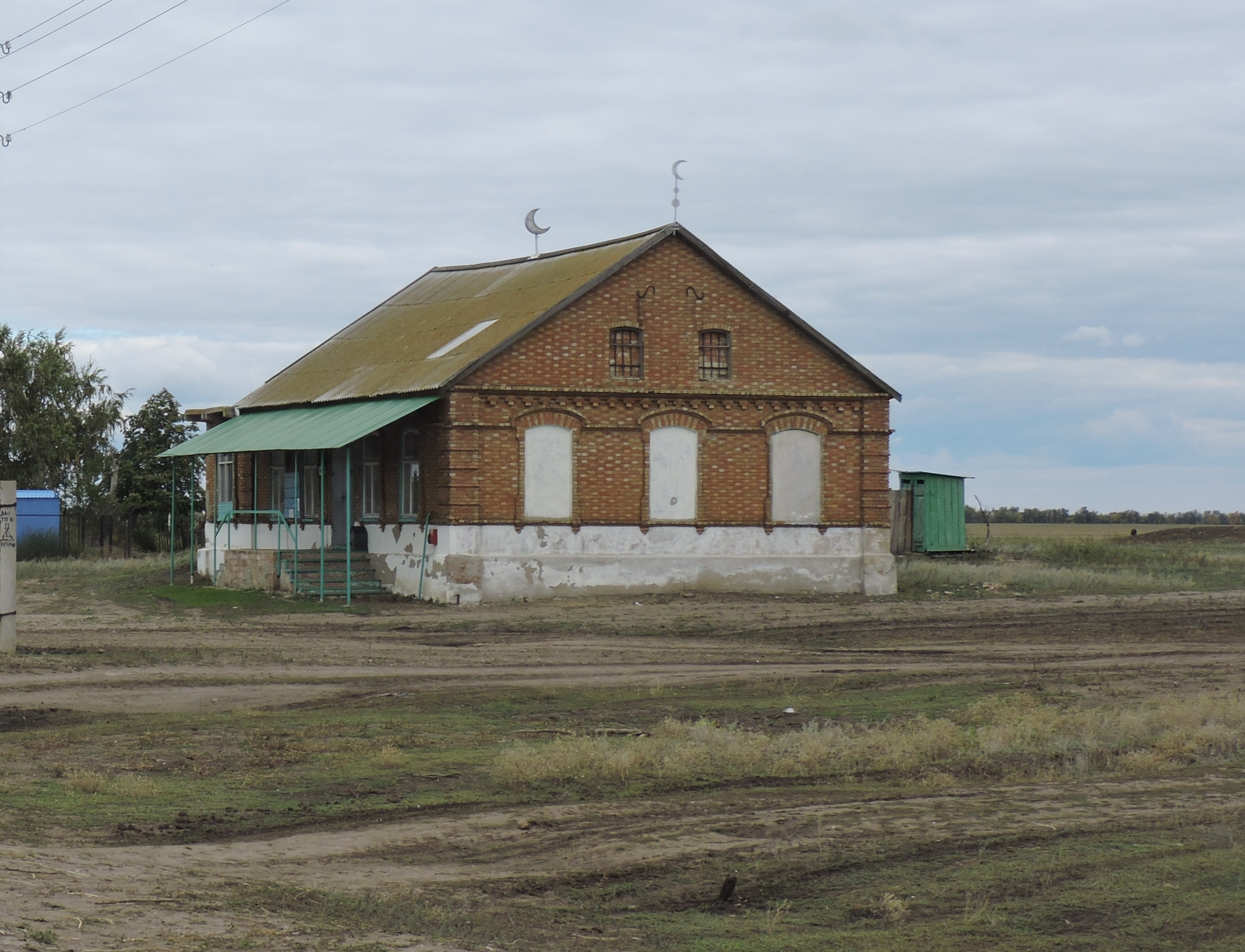
Мечеть на месте старого дореволюционного дома
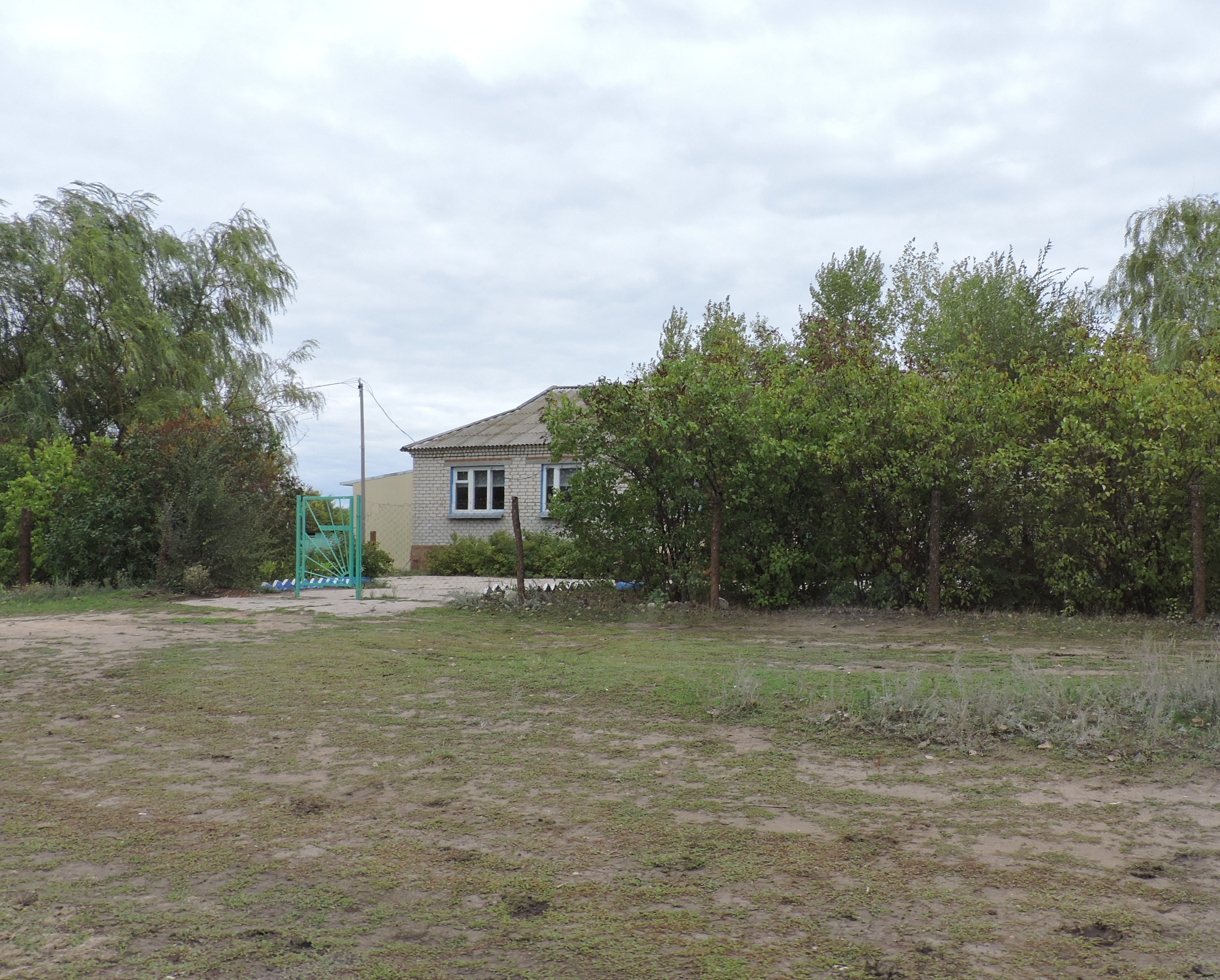
Средняя школа